# Megalograptidae
Famille
Les Megalograptidae sont une famille éteinte de l'ordre des euryptérides, des arthropodes marins. Elle a vécu lors de l'Ordovicien.

## Classification
La famille des Megalograptidae a été créée en 1955 par les paléontologues américains Kenneth Edward Caster (d) (1908-1992) et Erik Norman Kjellesvig-Waering (1912-1979).

## Liste des genres
Selon BioLib (11 novembre 2021) :
- † Echinognathus (en) Walcott, 1882
- † Megalograptus Miller, 1874
- † Pentecopterus Lamsdell et al., 2015